# Tritoniopsis revoluta
Tritoniopsis revoluta là một loài thực vật có hoa trong họ Diên vĩ. Loài này được (Burm.f.) Goldblatt miêu tả khoa học đầu tiên năm 1992.